# 3-pirrolidone

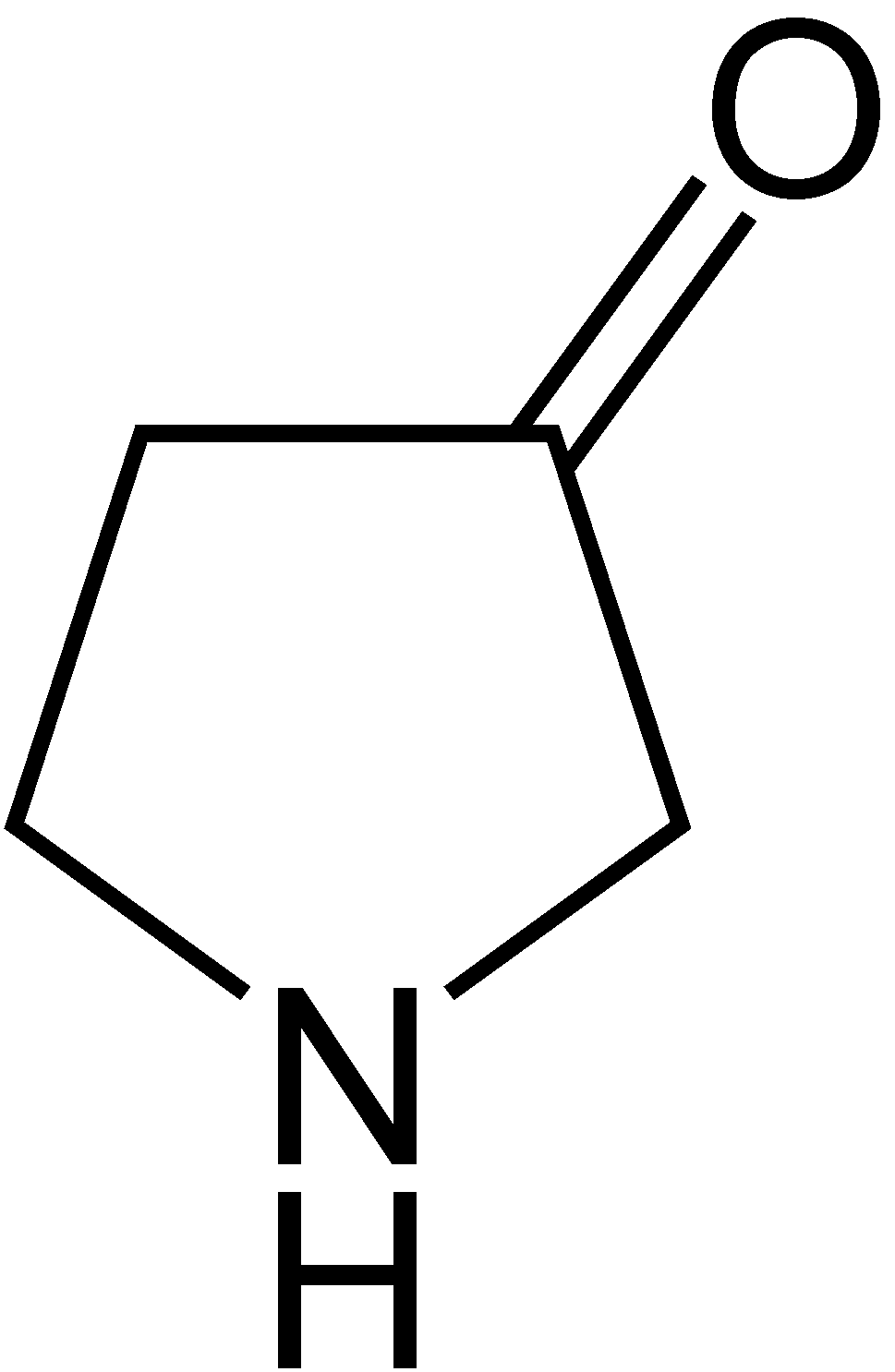
3-Pirrolidone

Il 3-Pirrolidone è un composto organico facente parte della famiglia delle ammine cicliche.
È l'isomero del 2-Pirrolidone dal quale differisce per la posizione dell'atomo di ossigeno rispetto all'azoto all'interno del ciclo.